# Pirešica
Pirešica je naselje u slovenskoj Općini Velenju. Pirešica se nalazi u pokrajini Štajerskoj i statističkoj regiji Savinjskoj. 

## Stanovništvo
Prema popisu stanovništva iz 2002. godine naselje je imalo 150 stanovnika.